# Wohn- und Wirtschaftsgebäude Georgstraße 2
Das Wirtschaftsgebäude Georgstraße 2 im niedersächsischen Elsfleth, Ortsteil Moorriem, Bauerschaft Eckfleth im Landkreis Wesermarsch, stammt vom Ende des 18. Jahrhunderts.

Aktuell (2023) wird es als Wohnhaus und gewerblich  genutzt.
Das Gebäude steht unter Denkmalschutz (siehe auch Liste der Baudenkmale in Elsfleth).

## Geschichte
Die Marschhufensiedlung Moorriem mit der südlichen Bauerschaft Eckfleth erstreckt sich über etwa 16 Kilometer, wurde nach 1062 gegründet und erhielt im 14. Jahrhundert die heutige Struktur mit den schmalen, extrem langgestreckten Parzellen. Im Abstand von ca. 50 bis 100 Metern liegen zahlreiche Hofstellen auf Wurten.
Das eingeschossige kleine giebelständige Wohn- und Wirtschaftsgebäude als Zweiständer-Hallenhaus in Rasterfachwerk mit Steinausfachungen, mit auf beiden Giebeln über profilierte Knaggen vorkragendem reetgedeckten Krüppelwalmdach und Niedersachsengiebeln mit Uhlenloch sowie der Grooten Door mit Korbbogen, stammt von um 1800. Es wurde als Kötnerhaus gebaut.
Die Hofanlage stand auf einer Wurt auf einem schmalen kleineren Grundstück.
Das Landesdenkmalamt befand: „… geschichtliche Bedeutung … als beispielhaftes Fachwerkhallenhaus einer Kötnerstelle aus der Zeit um 1800 … .“
Kötner hatten nur geringen Landbesitz und verrichteten meist zusätzlich handwerkliche Arbeiten oder arbeiteten als Tagelöhner auf Bauern- und Herrenhöfen.